# آب‌انبار میانی حسن‌آباد
آب‌انبار میانی حسن‌آباد مربوط به دوره پهلوی اول است و در شهرستان میبد، بین روستای حسن‌آباد و میبد واقع شده و این اثر در تاریخ ۲۴ اسفند ۱۳۸۳ با شمارهٔ ثبت ۱۱۶۳۶ به‌عنوان یکی از آثار ملی ایران به ثبت رسیده است.